# غوغ تبة (ديمكاران)
غوغ تبة (بالفارسية: گوگ‌تپه) هي قرية تقع في إيران في قسم دیمکاران الريفي. يقدر عدد سكانها بـ 295 نسمة .